# G. Harrold Carswell
George Harrold Carswell (22 de dezembro de 1919 – 15 de julho de 1992) foi um juiz federal e um candidato sem êxito à Suprema Corte dos Estados Unidos.

## Início da vida
Carswell nasceu em Irwinton, Wilkinson County, Geórgia. Ele graduou-se na Universidade de Duke, em 1941 e, brevemente, frequentou a Escola de Direito da Universidade da Geórgia, antes de alistar-se na Marinha dos Estados Unidos no início da II Guerra Mundial. Carswell serviu como tenente da Reserva Naval; foi dispensado em 1945, quando terminou a guerra. Carswell formou-se na Escola de Direito da Mercer University, em 1948.
Ele se casou com sua esposa Virginia (nascida Simmons), em 1944.
Carswell tentou eleger-se parlamentar da Geórgia em 1948; não obteve sucesso. Ele então se mudou para Tallahassee, Flórida, onde trabalhou como advogado privado, de 1948 a 1953. Em 1953, foi nomeado procurador federal para o Distrito do Norte da Flórida, pelo presidente Dwight Eisenhower; Carswell serviu nesse cargo até 1958.

## Juiz federal
Em 6 de março de 1958, Carswell foi nomeado pelo presidente Eisenhower para o Tribunal Distrital dos Estados Unidos para o Distrito do Norte da Flórida. Ele foi confirmado pelo Senado dos Estados Unidos no dia 31 de março, de 1958, e foi empossado em 10 de abril de 1958. Ele atuou como juiz titular de 1958 a 1969.
Em 12 de maio de 1969, Carswell foi nomeado pelo presidente Richard M. Nixon para uma vaga num tribunal de apelações federal. Ele foi confirmado pelo Senado dos Estados Unidos em 19 de junho de 1969 e foi empossado em 20 de junho de 1969.

## Nomeação à Suprema Corte
No dia 19 de janeiro de 1970, depois de Clemente Haynsworth da Carolina do Sul ser rejeitado pelo Senado dos EUA para uma cadeira na Suprema Corte, o presidente Nixon nomeou Carswell, buscando substituir Abe Fortas, um indicado do ex-presidente dos EUA Lyndon B. Johnson.
Em 8 de abril de 1970, o Senado dos Estados Unidos rejeitou a nomeação de Carswell para servir na Corte Suprema. A votação foi 45-51.

## Últimos anos
Em 1976, Carswell, foi condenado por lesão corporal contra um policial disfarçado. Em setembro de 1979, Carswell foi atacado e espancado por um homem a quem ele havia convidado para seu quarto de hotel, em Atlanta, Geórgia. Por causa desses incidentes, Keith Stern, autor de Queers in History, alega que Carswell foi o primeiro homossexual ou bissexual nomeado para a Corte Suprema.
Carswell, posteriormente, retornou à sua atividade no direito privado, antes de se aposentar. Ele morreu em 1992, de câncer de pulmão; sua esposa, Virgínia, morreu em 2009.